# Alex Sanders
Alex Sanders, pravim imenom Orrell Alexander Carter (Birkenhead, Lancashire, 6. lipnja 1926. - Hastings, Sussex, 30. travnja 1988.), engleski okultist i visoki svećenik suvremene poganske religije Wicca. Isprva je bio član Gardnerijanske Wicce, a tijekom 1960-ih je osnovao te postom razvio Aleksandrijsku Wiccu, zajedno sa suprugom Maxine Sanders.
Godine 1965. uzeo je naslov kralja vještica, vodeći se svojom tvrdnjom da je izravni potomak drevnih vještica, što je izazvalo sukob s pristalicama Gardnerijanske Wicce koji su ga napale zbog takvih tvrdnji.

## Životopis
Rodio se kao Orrell Alexander Carter, najstarije od šestero preživjele djece, u izvanbračnoj zajednici Harolda Cartera i Hannah Bibby. Budući da je zbog te činjenice izbio veliki skandal, obitelj se preselila u Manchester i neslužbeno promijenila prezime u Sanders. Sredinom 1940-ih, Alex je počeo raditi u kemijskom laboratoriju gdje je upoznao svoju prvu suprugu Doreen Stertton, s kojom se vjenčao 1948. godine i dobio dvoje djece, Paula i Janice. Brak je bio loš, budući da Doreen nije željela imati nikakve veze s okutizmom, dok je Alex bio opsjednut s time, a ona nije htjela ni imati dodatnu djecu, dok je Alex želio imati još djece. Tobože ga je baka Mary Bibby uvela u vještičarstvo kada je imao sedam godina, ali ta tvrdnja je opovrgnuta, budući da je kasnije otkriveno kako je njegova baka umrla još 1907. godine, gotovo dvadeset godina prije njegova rođenja. U istu kategoriju spada i tvrdnja da ga je zloglasni engleski okultist Aleistera Crowleyja (1875. - 1947.) označio magijski simbolom u dobi od deset godina.
Supruga ga je napustila 1952. godine i odvela dvoje zajedničke djece, a Alex je, navodno, bio toliko ozlojađen i shrvan da ju je prokleo obilnom plodnošću. Kasnije se preudala i dobila tri para blizanaca. Okrenuo se magiji lijevog puta i počeo se baviti crnom magijom i izvoditi obrede i žrtvovanja krvlju, seksualne obrede i bacanje prokletstva na svakoga tko mu se nije sviđao. Iskoristio je i naivnost bračnog para koji je izgubio sina, a on mu je nalikovao, da izvuče veliki novac od njih. Nakon što ga je napustila sreća te su zaredali loši i tragični događaji, počeo je vjerovati da se to događa zato što je uronio u crnu magiju pa je odustao od lijevog puta.
Godine 1962. bio je iniciran u Gardnerijansku Wiccu. Uskoro se razišao s kovenom i osnovao svojom vlastiti čime je sudjelovao u osnivanju tradicije Aleksandrijske Wicce. Tvrdio je da je inicirao preko tisuću i po pojedinaca u preko stotinu kovena, zbog čega je samovoljno uzeo naslov kralja vještica.
Godine 1968. oženio je dvadeset godina mlađu Maxine Morris, koja je kasnije postala velika svećenica njegova kovena. Zbog njegovih brojnih nezakonitih afera, supruga ga je napustila 1971. godine. Sanders se odselio u Sussex, a njegova bivša supruga Maxine je ostala u Londonu gdje je nastavila voditi koven i podučavati vještičarstvo u aleksandrijskoj tradiciji.